# Mads Peder Nordbo
Mads Peder Nordbo, född 6 maj på Fyn i Danmark 1970, är en dansk författare. Hans romaner utspelar sig ofta på Grönland. 

## Bakgrund
Nordbo är född och uppväxt på Fyn i Danmark, har studerat vid Stockholms universitet och även bott i Tyskland men bor sedan några år i Nuuk på Grönland.
Han är utbildad i nordiska språk och litteratur samt filosofi och har vid sedan av sitt författarföretag jobbat som bl.a. textförfattare, redaktör och kommunikationsexpert.
Nordbo debuterade 2012 med thrillern Odins labyrint – ett glasbarns sagor, som följdes upp av Thuleselskabet 2014. 2015 utkom hans tredje roman, Gudspartiklen, som bland annat fokuserar på trafficking och exploatering av unga flickor och kvinnor.
Senast är han börjat att skriva "arctic noir"-krimier i form av Flickan utan hud (2017, krim) Pigen uden hud och efterträdaren Mannen från Thule (2018, krim) Kold angst. Båda dessa böckerna utspelar sig i grönländska omgivningar, som Nordbo även har en nära kännedom till efter att ha bott där i fyra år.
Nordbos böcker ges ut på flera språk; Flickan utan hud såldes för översättning till 17 språk innan publiceringen.

## Arctic noir
Genren "arctic noir" är en variant av kriminalgenren Nordic noir, där skillnaden är att medan Nordic noir utspelar sig i de nordiska europeiska länderna med en i grunden mörk atmosfär och ofta stora vidder, sker arctic noir-verken i en arktisk värld med konsekvenserna av ännu större avstånd, ödemarker, inlandsis, lokal kultur och det arktiska klimatet.

### Böcker skrivit i samarbete medSara Blædel
1. Upplöst, (2021 Krim) Opløst
2. Sår, (2023 Krim) Sår

### Grönlandsserien
1. Flickan utan hud (2017, krim) Pigen uden hud
2. Mannen från Thule (2018, krim) Kold angst

## Böcker kort berättat

### Stark – Serie skriven i samarbete medSara Blædel

#### Opløst (roman), 2021
Poliskommissarie Dea och biträdande polisinspektör Liam blir kontaktade av Charlottes man när Charlotte har försvunnit nära deras hem i Tommerup på Fyn. Det blir startskottet för ett större sök som sätter hela Fyn mer eller mindre på andra sidan. Människor dör en smärtsam död med polisen som åskådare.

#### Sår (roman), 2023
Dea och Liam sätts på en utredning av en kropp som skurits i, huden har gjorts till grindar på utvalda ställen på kroppen, Det har tidigare setts som ett politiskt motiv av konstnären/konservatorn Monika Lie Fervre som har gjort några svar på djur. Mitt i utredningen försvinner Zenia, som är dotter till polischefen Margrethe Dybbøl. Djuraktivister och mobbing sätter sin prägel på handlingen.